# E. V. Haughwout Building
El E. V. Haughwout Building es un edificio tipo loft comercial de cinco pisos y 24 m de altura en el vecindario SoHo de Manhattan, ciudad de Nueva York (Estados Unidos). Está ubicado en la esquina de Broome Street y Broadway. Construido en 1857 según un diseño de John P. Gaynor, con fachadas de hierro fundido para dos frentes de calle proporcionadas por Architectural Iron Works de Daniel D. Badger, originalmente albergaba el emporio de moda de Eder V. Haughwout, que vendía vidrio tallado y platería, así como su propia porcelana pintada a mano y candelabros finos, y que atrajo a muchos clientes adinerados – incluida Mary Todd Lincoln, que hizo pintar aquí la nueva porcelana oficial de la Casa Blanca. También fue la ubicación del primer ascensor de pasajeros exitoso del mundo.

## Descripción
Arquitectónicamente, el edificio es bastante típico de la época, con paramentos de hierro fundido en un sistema porticado con dos órdenes de columnas que se derivó de la Biblioteca Sansovino de Venecia. Sin embargo, en un aspecto, el edificio era diferente de otros edificios de hierro fundido de la época: debido a que daba a dos calles, necesitaría dos fachadas de hierro fundido, cuyo peso podría derribar la estructura. Para evitar esto, en lugar de colgar las fachadas del enladrillado, como se hacía habitualmente, Gaynor y Badger convencieron a Haughwout para que les permitiera usar la fuerza del propio hierro fundido para sostener el edificio. Este uso de una estructura metálica estructural fue un precursor de los rascacielos con estructura de acero que comenzarían a construirse a principios del siglo XX; de hecho, algunos lo consideran el primer rascacielos y "la estructura de hierro fundido más importante jamás construida".

## El primer ascensor del mundo
El edificio instaló el primer ascensor de pasajeros exitoso del mundo el 23 de marzo de 1857, un ascensor hidráulico diseñado para el edificio por Elisha Graves Otis. Costaba 300 dólares, tenía una velocidad de 0,2 m/s, y estaba propulsado por una máquina de vapor instalada en el sótano. Aunque la estructura de cinco pisos no era más alta que otros edificios de la época y en realidad no requería un ascensor, Haughwout sabía que la gente vendría a ver la nueva novedad y se quedaría a comprar mercadería. Desde entonces, el ascensor ha sido retirado.

## Estado de referencia
El edificio estaba en peligro de ser demolido por la Lower Manhattan Expressway (lit. Autopista del Bajo Manhattan) planeada por Robert Moses, que fue propuesta en 1941 y finalmente no fue derrotada hasta 1969. El edificio fue designado un hito de la ciudad de Nueva York en 1965 y se agregó al Registro Nacional de Lugares Históricos en 1973. Su fachada fue restaurada y las columnas se volvieron a pintar a su color original "turco monótono" en 1995, bajo la supervisión de Joseph Pell Lombardi.